# Accident d'un SE.161 Languedoc d'Air France à Nice
Le 3 mars 1952, un SE.161 Languedoc de la compagnie Air France s'écrase près de l'Aéroport de Nice, dans le département des Alpes-Maritimes en France, tuant les 38 personnes présentes à bord.

## Déroulement du vol
Le SE.161 Languedoc décolle de Nice vers 8h10, après quelques secondes, l'aéronef entame un virage à gauche encore à basse altitude, dépassant rapidement un angle de 10° et qui s’accentue progressivement. La tour de contrôle constate un comportement anormal, selon le plan de vol l’appareil aurait du virer à droite au-dessus de la mer. L'avion bascule et s’écrase sur le dos près du quartier de Saint‑Augustin, à environ 1 km au nord de l’aéroport, puis s'en suit une explosion.

## Enquête
L'enquête a révélé que la cause de l'accident est le blocage des commandes des ailerons du copilote, ce blocage provenait d'une panne mécanique du SE.161 Languedoc. La conception défaillante de la commande des ailerons, rendant son inspection difficile ainsi que son entretien et montage. Le SE.161 Languedoc développé pendant la seconde guerre mondiale, présentait plusieurs défauts de conception, il fut progressivement retiré de l'aviation civile pour être remplacé notamment par des Douglas DC-4 plus fiables.